# Politische Expositur Bad Aussee
Die Politische Expositur Bad Aussee war bis 31. Dezember 2011 eine Expositur des Bezirks Liezen in der Steiermark.

## Geschichte
Bis ins 15. Jahrhundert war das Salzkammergut samt dem Ausseerland direktes Eigentum des Kaisers (als Kammergut). Durch einen Streit bezüglich des Salzabbaus wurde jedoch das Ausseerland der Steiermark übergeben.
1849 wurde für die Bezirkshauptmannschaft Liezen in Irdning ein Bezirksamt für die Gerichtsbezirke Aussee, Irdning, Gröbming und Schladming errichtet.
1872 kam der Kaiser dem Wunsch der Bevölkerung im oberen Ennstal auf Eigenständigkeit nach. Es wurde die Bezirkshauptmannschaft Gröbming, die die oben genannten Gerichtsbezirke umfasste, gegründet. Die Expositur Aussee unterstand der Bezirkshauptmannschaft Gröbming.
Nach dem Anschluss Österreichs 1938 wurde aufgrund einer nationalsozialistischen Anordnung die in Gröbming ansässige Bezirkshauptmannschaft aufgelassen und in den Bezirk Liezen eingegliedert. Die Expositur Aussee, welche sich mit dem damaligen Gerichtsbezirk Aussee deckte, wurde dem Bezirk Gmunden im Gau Oberdonau (Oberösterreich) angegliedert.
1948 wurde der Bezirk Aussee wieder in die Steiermark umgegliedert und war seitdem Expositur im Bezirk Liezen.
Die ehemalige Zusammengehörigkeit der Exposituren Bad Aussee und Gröbming spiegelt sich auch heute noch beispielsweise im gemeinsamen Schulbezirk Gröbming, der auch das Ausseerland umfasst, oder beim gemeinsamen Amtsarzt wider.

### Auflösung
Im Zuge einer im Jahr 2011 von der steiermärkischen Landesregierung vorgestellten Reformagenda wurde die Expositur Bad Aussee aufgelöst und ab 1. Jänner 2012 in eine Außenstelle der BH Liezen umgewandelt.
Dies führte zu zahlreichen Protesten, darunter auch zu einer in den Medien rezipierten Facebook-Gruppe, welche sich bemühte, das Kennzeichenkürzel BA zu erhalten.
Im Herbst 2024 wurde bestätigt, dass Bad Aussee sein Kennzeichenkürzel BA wieder erhält.

### Leiter der Expositur
- Franz Standfest (1948)
- Hans Bauer (1949–1955)
- Albert Pfaller (1955)
- Heribert Uray (1956–1963)
- Hans Nigitz (1964–1968)
- Josef Hadwiger (1969)
- Anton Maier (1970–1976)
- Josef Protas (1977)
- Herbert Pittner (1978–1979)
- Erwin Lauppert-Peharnik (1980–1982)
- Johann Eder (1983–1984)
- Kurt Rabl (1985–1990)
- Detlef Hischenhuber (1991–2011)[4]

## Gemeinden
Die politische Expositur Bad Aussee umfasste zuletzt fünf Gemeinden, darunter eine Stadt- und eine Marktgemeinde. Alle lagen 2011 im Gerichtsbezirk Irdning.

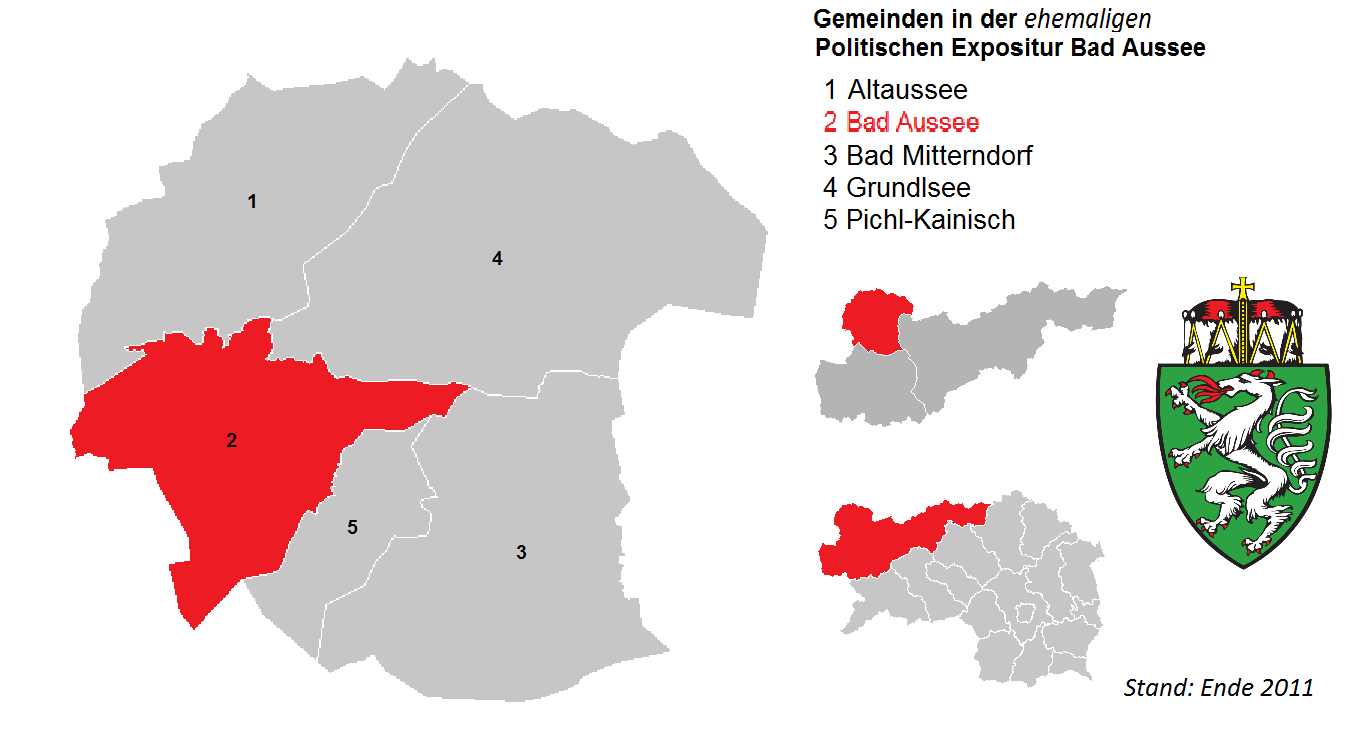
Gemeinden in der ehemaligen Politischen Expositur Bad Aussee

Datenstand Einwohner und Fläche: 1. Jänner 2011
| Gemeinde        | Wappen | Typ           | Lage (2011) | Einwohner | km²    | Ew. / km² |
| --------------- | ------ | ------------- | ----------- | --------- | ------ | --------- |
| Altaussee       |        | Gemeinde      |             | 1.804     | 092,11 | 20        |
| Bad Aussee      |        | Stadtgemeinde |             | 4.883     | 081,86 | 60        |
| Bad Mitterndorf |        | Marktgemeinde |             | 3.073     | 112,58 | 27        |
| Grundlsee       |        | Gemeinde      |             | 1.246     | 151,54 | 08        |
| Pichl-Kainisch  |        | Gemeinde      |             | 746       | 29,84  | 25        |